# Близнюки-вбивці
«Близнюки вбивці» (англ. Seconds Apart) — американський фільм режисера Жозе Антоніо Негрета, знятий в 2010 року. Прем'єра картини відбулася в рамках After Dark Horrorfest. Слоган фільму «Смерть прийшла не одна».

## Зміст
Два брати із «золотої молоді» володіють незвичайним даром телекінезу. Та використовувати суперсилу на благо — не для них. Хлопці роблять усе більш і більш криваві злочини. Поліція зайнялася їхнім пошуком, але зупинити маніяків буде непросто. Рятує те, що правопорушники більше не можуть діяти спільно. Зло, яке поглинуло їхні душі, призводить до серйозної сварки.

## Ролі
- Орландо Джонс — детектив Лампкін
- Едмунд Ентін — Джона Трімбл
- Гарі Ентін — Сет Трімбл
- Саманта Дроук — Ів
- Луїс Хертем — Оуен Трімбл
- Моргана Шоу — Ріта Трімбл
- Моніка Акоста — вчителька іспанської
- Габе Беньо — Мейхек
- Кент Джуд Бернард — Біллі Томпкінс
- Марк Маколей — батько Цінсельмайєр
- Дженніфер Форман — Кейті Данн
- Дж. Д. Евермор — технік ЦРУ